# Turbanella hyalina
Turbanella hyalina är en djurart som tillhör fylumet bukhårsdjur, och som beskrevs av Schultze 1853. Turbanella hyalina ingår i släktet Turbanella och familjen Turbanellidae. Arten är reproducerande i Sverige. Inga underarter finns listade i Catalogue of Life.